# 片山陽加
片山 陽加（かたやま はるか、1990年〈平成2年〉5月10日 - ）は、日本の女優、タレントであり、女性アイドルグループ・AKB48の元メンバーである。愛知県生まれ、千葉県育ち。元アービング所属。現在はCloudsで会社員としても働く。

## 略歴
2006年
- 12月3日、『第三期AKB48追加メンバーオーディション』に合格。

2007年
- 4月8日、AKB48劇場でのチームB 1st Stage「青春ガールズ」初日公演において、チームBの一員としてデビュー。

2009年
- 6月から7月にかけて実施された『AKB48 13thシングル選抜総選挙「神様に誓ってガチです」』では28位で、アンダーガールズ入りを果たした。
- 8月23日に開催された『読売新聞創刊135周年記念コンサート AKB104選抜メンバー組閣祭り』の夜公演において[要出典]、同年10月よりチームAに異動することが発表された（実際に異動したのは2010年7月27日）。

2010年
- 3月25日に開催された『AKB48 満席祭り希望 賛否両論』の夜公演にて、佐藤亜美菜とともにアトリエ・ダンカンへの移籍打診が発表され[4][5]、4月14日から正式に所属することになった。
- 5月10日（20歳の誕生日）にアメーバブログでブログを開設。
- 5月から6月にかけて実施された『AKB48 17thシングル選抜総選挙「母さんに誓って、ガチです」』では37位で、アンダーガールズ入りを果たした。

2012年
- 2月2日、『AKB48 Now on Google+』において、個性的な投稿をするメンバーを集めた「ぐぐたす選抜7」入りを果たした。
- 3月1日、Google+の秋元康の投稿においてぐぐたす選抜が発表され、ぐぐたす選抜入りを果たす。
- 5月から6月にかけて実施された『AKB48 27thシングル選抜総選挙』では48位で、ネクストガールズ入りを果たした[6]。
- 8月24日、『AKB48 in TOKYO DOME 〜1830mの夢〜』初日公演において、チームBに異動することが発表された[7]。
- 11月1日、チームBに異動。
- 11月3日、チームBウェイティング公演のスターティングメンバーとして新チームでの活動を開始する[8]。

2013年
- 3月25日に劇場公演出場回数が700回に達したことをGoogle+にて報告[9]。
- 3月31日、アトリエ・ダンカンとの契約が終了[10]。
- 4月1日、AKSに移籍[10]。
- 5月から6月にかけて実施された『AKB48 32ndシングル選抜総選挙』では34位となり、ネクストガールズに選出される[11]。

2014年
- 1月1日、アービングに移籍[12]。
- 2月24日、Zepp DiverCityで開催された「AKB48グループ大組閣祭り」において、チームAへの異動が発表される[13]。
- 4月14日、チームBウェイティング公演においてAKB48を卒業することを発表[14]。
- 9月29日、この日AKB48劇場で行われた卒業公演をもって、AKB48を卒業[15]。

2022年
- 9月30日、アービングを退所[16]。
- 10月1日、CloudsPlayCompanyに社員として入社した[17]。後に親会社のCloudsへ異動した[3]。

## 人物
- 3歳下の弟がいる。父のことを「ゴンザレス」、母を「ダイアナ」、弟を「ウィリアム」と呼び、自身のブログでも登場する。これは、スザンヌへのリスペクトに由来する[18]。
- プライベートにおいて、携帯音楽プレーヤーには携帯型デジタル音楽プレイヤーが登場して以降も長期間、CDプレイヤーを使用していた。後にiPod touchを使用するようになったが、ハイテク過ぎてついていけない[19]。
- 好きな歌手は、杏里[20]。
- 得意な料理は、チャーハン[21]。
- 好きな色は、黄色もしくは赤色[22]。
- 愛用の香水は、THE BODY SHOPのモロッカンローズ[23]。
- 趣味はサウナめぐり[24]。
- 本人による絵が公式ブログや出演番組等でたびたび紹介されるが独特な描写で書かれることがある[25][26]。
- ミュージカルのステージに立つのが夢。舞台に興味を持つきっかけは幼稚園の時に『美少女戦士セーラームーン』のミュージカルを観てから[27]。
- 『地球防衛ガールズP9』で共演した浅倉結希や、倉岡生夏と仲が良い[28][29]。

### AKB48
- キャッチフレーズは「“艶女”（つやおんな）と書いて『アデージョ』。アデージョと呼ぶのはあなた、あなた、それともあなた?」[要出典]。
- 『チームB 4th Stage「アイドルの夜明け」』公演では、ユニット曲「愛しきナターシャ」のメンバーである指原莉乃、田名部生来と3人で「チーム狩人。」を結成し、ディーバスセニョリータ片山、ドリアン指原、グロリアス田名部と名乗り、活動していた[要出典]。
- 同期の柏木由紀、仲谷明香と「チーム控えめ」を結成していた[30]。さらに同じく同期の田名部生来を加えてチーム「キューテェーちーむ」も結成していた[31]。同期のメンバーとはAKB48卒業後も頻繁に連絡を取り合っていて、オンライン飲み会を開催したり、飲食店やカラオケで集まる仲[32]。
- もし自分が男性だったら付き合いたいメンバーは倉持明日香と松井咲子、姉にしたいメンバーは仲谷明香、妹にしたいのは多田愛佳[33]。
- 一番尊敬しているメンバーは高橋みなみで、2010年頃までは自身よりも1歳年下にもかかわらず、AKB48メンバーとしての先輩ということで「たかみなさん」と呼んでいた[34]。
- AKB48の楽曲の中で一番好きな曲として「純情主義」を挙げている[35][36]。
- AKB48の最も印象的な思い出は、コンサート『AKB48 in TOKYO DOME 〜1830mの夢〜』[32]。
- 歌、ダンスともにAKB48でトップレベルの実力と言われ、評価が高い[37]。
- AKB48以外の仕事をするとしたら、ヘアメイクか美容師になることが夢だった[38]。
- Google+で開始したAKB48による『AKB48 Now on Google+』において片山が描いた絵を投稿したところ、それが秋元康の目にとまり、『美術手帖』（美術出版社）で持つ連載「秋元康流アートのすすめ」の対談相手として起用された。2012年1月11日にGoogle+で告知され、その翌日に実行している。秋元は今後の仕事の話をGoogle+にたびたび投稿しているが、Google+が発端となり確定した事柄はこの対談が初となる。秋元は片山を「AKB美術部」の部長としている[要出典]。

## AKB48在籍時の参加楽曲

### シングルCD選抜楽曲
- 「Baby! Baby! Baby!」に収録
  - 初日
- 「大声ダイヤモンド」に収録
  - 大声ダイヤモンド（team B ver.） - 「チームB」名義
- 「涙サプライズ!」に収録
  - 初日 - 「チームB」名義
- 「言い訳Maybe」に収録
  - 飛べないアゲハチョウ - 「アンダーガールズ」名義
- 「RIVER」に収録
  - 君のことが好きだから - 「アンダーガールズ」名義
- 桜の栞
- 「ポニーテールとシュシュ」に収録
  - 盗まれた唇 - 「アンダーガールズ」名義
- 「ヘビーローテーション」に収録
  - 涙のシーソーゲーム - 「アンダーガールズ」名義
- 「Beginner」に収録
  - 僕だけのvalue - 「アンダーガールズ」名義
  - 君について - 「MINT」名義
- 「チャンスの順番」に収録
  - 胡桃とダイアローグ - 「チームA」名義
- 「桜の木になろう」に収録
  - キスまで100マイル - 「MINT」名義
- 「Everyday、カチューシャ」に収録
  - 人の力 - 「アンダーガールズ」名義
- 「風は吹いている」に収録
  - ゴンドラリフト - 「アンダーガールズ ゆり組」名義
- 「上からマリコ」に収録
  - 隣人は傷つかない - 「チームA」名義
- 「GIVE ME FIVE!」に収録
  - 羊飼いの旅 - 「スペシャルガールズB」名義
- 「真夏のSounds good !」に収録
  - ぐぐたすの空
- 「ギンガムチェック」に収録
  - ドレミファ音痴 - 「ネクストガールズ」名義
- 「UZA」に収録
  - 正義の味方じゃないヒーロー - 「Team B」名義
- 「永遠プレッシャー」に収録
  - 私たちのReason
- 「So long !」に収録
  - そこで犬のうんち踏んじゃうかね? - 「梅田TeamB」名義
- 「さよならクロール」に収録
  - ロマンス拳銃 - 「Team B」名義
- 「恋するフォーチュンクッキー」に収録
  - 今度こそエクスタシー - 「ネクストガールズ」名義
- 「ハート・エレキ」に収録
  - Tiny T-shirt - 「Team B」名義
- 「前しか向かねえ」に収録
  - 恋とか…
- 「ラブラドール・レトリバー」に収録
  - 君は気まぐれ - 「Team A」名義

### アルバム選抜楽曲
- 『神曲たち』に収録
  - 君と虹と太陽と
- 『SET LIST〜グレイテストソングス〜完全盤』に収録
  - あなたがいてくれたから
- 『ここにいたこと』に収録
  - Overtake - 「Team A」名義
  - イイカゲンのススメ
  - ここにいたこと - 「AKB48+SKE48+SDN48+NMB48」名義
- 『1830m』に収録
  - Hate - 「Team A」名義
  - 青空よ 寂しくないか? - 「AKB48+SKE48+NMB48+HKT48」名義
- 『次の足跡』に収録
  - 悲しき近距離恋愛 - 「Team B」名義

### 劇場公演ユニット曲
チームB 1st Stage「青春ガールズ」
- 雨の動物園

 チームB 2nd Stage「会いたかった」
- 涙の湘南
- 恋のPLAN
- リオの革命
※全員参加曲ではあるが、「スカート、ひらり」ではフロントメンバー（スカひらセブン）で登場する。

 チームB 3rd Stage「パジャマドライブ」
- 純情主義

 チームB 4th Stage「アイドルの夜明け」
- 愛しきナターシャ
- 片思いの対角線
※仁藤萌乃のユニット曲アンダー

 チームK 5th Stage「逆上がり」
- わがままな流れ星
※小野恵令奈のアンダー

 THEATRE G-ROSSO 「夢を死なせるわけにいかない」公演
- 初めてのジェリービーンズ
※佐藤夏希・佐藤すみれのスタンバイ

 チームA 6th Stage「目撃者」
- サボテンとゴールドラッシュ
- 愛しさのアクセル
※高橋みなみのソロユニット曲アンダー

梅田チームB ウェイティング公演
- 思い出以上（チームS 3rd Stage「制服の芽」）
- 抱きしめられたら（チームK 5th Stage「逆上がり」、倉持明日香のポジション）
※藤江れいなのユニット曲アンダー

 チームA 7th Stage「恋愛禁止条例」公演
- 恋愛禁止条例
※岩田華怜のアンダー
- ツンデレ!
※中西智代梨・高橋みなみのアンダー

## 作品

### 映像作品
- 地球防衛ガールズP9（2012年3月2日、竹書房）
- 純情通り3丁目2525番地（2012年10月26日、竹書房）
- ある日（2016年2月19日、イーネット・フロンティア）年月

## 出演

### テレビドラマ
- マジすか学園（2010年1月8日 - 3月26日、テレビ東京） - 昭和 役
- マジすか学園2 （2011年4月15日 - 7月1日、テレビ東京）
- 桜からの手紙 〜AKB48 それぞれの卒業物語〜（2011年2月26日 - 3月6日、日本テレビ）
- So long ! 第3夜（2013年2月13日、日本テレビ） - 江口香奈子 役

### バラエティ
- 人脈作りバラエティー片山陽加のスゴともっ!（2012年5月18日 - 2013年3月17日、PigooHD） - 初の冠番組

### その他のテレビ番組
- すイエんサー（2009年4月7日・6月9日・7月21日・2010年3月16日、NHK教育）
- GirlsNews〜ガールズポップ（2011年4月17日 - 2012年3月16日、PigooHD・エンタ!371） - 初MC
- 「AKB48の悠々台北」（2013年8月24日、BS日テレ）
- 歌え!昭和のベストテン（2016年10月8日 - 、BS日テレ）
- ミュージックエクスプレスPLUS（2018年 ‐ 、TOKYOMX2）

### 映画
- 地球防衛ガールズP9（2011年11月26日） - 土浦真八 役
- ブレイブX 極道十勇士（2017年8月31日）

### テレビアニメ
- テイルズ オブ ジ アビス（2008年10月 - 2009年3月、MBSテレビ） - メイド 役

### 舞台
- AKB歌劇団「∞・Infinity」（2009年10月30日 - 11月8日、THEATRE G-ROSSO） - 下級生 役
- アトリエ・ダンカンプロデュース音楽劇「ACT泉鏡花」（2010年10月1日 - 10日、東京グローブ座 / 12日、仙台電力ホール / 15日、名鉄ホール / 17日、長崎市公会堂 / 20日、京都芸術劇場春秋座 / 23日・24日、北國新聞赤羽ホール）
- ブロードウェイミュージカル BLUES IN THE NIGHT（2011年9月30日 - 10月9日、天王洲 銀河劇場 / 10月13日、札幌市教育文化会館 / 10月15日、七飯町文化センター / 10月19日・20日、新歌舞伎座 / 10月30日、御園座） - GIRL 役（佐藤亜美菜とのダブルキャスト）
- 木の実ナナ50周年記念コンサート『SHOW GIRLの時間旅行』（2012年5月29日 - 6月2日、ル・テアトル銀座 / 6月16日、森ノ宮ピロティホール）
- アトリエ・ダンカンプロデュース ミュージカル「新幹線おそうじの天使たち」（2013年3月16日 - 24日、AiiA Theater Tokyo） - 藤田菜々子 役
- ミュージカル『SEMPO -日本のシンドラー 杉原千畝物語-』（2013年9月10日 - 29日、新国立劇場中劇場） - 杉原節子 役（佐藤亜美菜とのダブルキャスト）[39]
- ブロードウェイ・ミュージカル「アイランド かつてこの島で」（2014年6月10日 - 15日、六行会ホール） - 主演 ティ・モーン 役[40]
  - 再演（2015年5月7日 - 12日、六行会ホール） - 主演 ティ・モーン 役
- Initial Film株式会社 第三回公演「あなたに贈るキス2」（2014年7月9日 - 13日、俳優座劇場） - 春沢琴音 役
- UMANプロデュース Presents「リボンの騎士 -鷲尾高校演劇部奮闘記-」（2014年9月11日 - 14日、六行会ホール） - 主演 池田まゆみ 役
- STANDARDSONG Presents ミュージカル「ファンタジープラネット」（2014年11月6日 - 9日、六行会ホール） - 主演 アリス 役
- 秦組vol.6「くるくると死と嫉妬」（2014年12月7日、あうるすぽっと） - 田丸くんの恋人（ニュースキャスター） 役
- LIVE AIRLINE ミュージカルエンターテイメントショー（2015年3月4日 - 8日、俳優座劇場 / 3月12日、コラニー文化ホール 小ホール / 6月17日、北ガス文化ホール 大ホール / 6月20日、のとふれあい文化センター ラベンダーホール） - 吉村さくら 役
- UMANプロデュース Presents 音楽劇「現代版 若草物語 -Little Woman-」 （2015年7月30日 - 8月2日、六行会ホール） - 主演 ハル 役
- 劇団ホチキス
  - vol.32「逆鱗アンドロイド」（2015年9月10日 - 14日、東京芸術劇場 シアターウエスト） - ヒロイン りんご 役
  - vol.33 ミュージカル「値千金のキャバレー」（2016年1月23日 - 31日、座・高円寺） - 主演 メルト 役
  - vol.36「あちゃらか」（2017年6月3日 ‐ 18日、吉祥寺シアター）‐ 沙羅 役
  - vol.37「PTA」（2017年8月17日 ‐ 21日、東京芸術劇場 シアターウエスト）‐ 延時先生 役
  - vol.38 ミュージカル「妻らない極道たち」（2018年1月25日 ‐ 2月4日、あうるすぽっと） - 野菊あけみ 役
  - vol.39「あちゃらか2～ねずみの唄は花火と共に篇～」（2018年6月20日 ‐ 24日、博品館劇場） - 沙羅 役
  - vol.40「ゴールデンレコード」（2019年6月20日 ‐ 30日、あうるすぽっと）[41]
  - vol.44「シカバネアイズ 〜名探偵草流鏡治郞の事件簿〜」（2021年9月29日 - 10月3日、東京芸術劇場 シアターウエスト）[42]
  - vol.47「明後日のガラパゴス」（2023年10月4日 - 9日、新国立劇場小劇場）[24]
- アース製薬 presents「MOTHER マザー〜特攻の母 鳥濱トメ物語〜」（2015年10月7日 - 12日、天王洲 銀河劇場 / 10月20日、コラニー文化ホール 小ホール / 10月24日・25日、愛知県芸術劇場 小ホール / 10月27日、岐阜市文化センター 小劇場 / 10月31日・11月1日、梅田芸術劇場） - 鳥濱礼子 役
- Zero Project Produce ミュージカル「雪のプリンセス」（2016年3月30日 - 4月3日、全労済ホール スペース・ゼロ） - コユキ 役
- 明治座五月公演『御宿かわせみ』（2016年5月3日 - 27日、明治座）
- ミュージカル『ピーター・パン』（2016年7月24日 - 8月3日、東京国際フォーラムホールC） - ウェンディ 役（入来茉里とのダブルキャスト）
- 舞台「大きな虹のあとで〜不動4兄弟〜」（2016年8月20日 - 24日、俳優座劇場）‐ 麻樹 役
- 舞台「野の花」（2016年9月21日 - 25日、キンケロ・シアター）‐ 主演 リーザ 役
- 舞台「伊賀の花嫁」（2017年1月13日 ‐ 22日、博品館劇場）‐ 服部すみれ 役
- ものづくり計画「河童村ブルース」（2017年5月3日 ‐ 7日、赤羽会館講堂）‐ 新沼優季 役[43]
- 東京キッドブラザーズ44th ミュージカル「失われた藍の色」（2017年10月14日 ‐ 22日、CBGKシブゲキ!!） - ヒロイン あすか 役
- ミュージカル「舞妓はレディ」（2018年3月4日 ‐ 20日、博多座）‐ 福名 役[44]
- キ上の空論♯9「みどり色の水泡にキス」（2018年10月17日 ‐ 24日、あうるすぽっと） ‐ ハルヤマ 役
- 喜劇「有頂天団地」（2018年12月1日 ‐ 22日、新橋演舞場 / 2019年1月12日 ‐ 27日、京都四條南座） ‐ 隅田杏子 役[45]
- ミュージカル「ファミ☆レス～幸福のレシピを求めて～」（2019年4月24日 ‐ 28日、あうるすぽっと）
- 音楽劇「雨港基隆」（2019年8月22日 - 25日、基隆市文化中心演藝廳）
- SEPT presents「シンデレイル」（2019年11月6日 - 10日、シアターサンモール） - アンヌ 役[46]
- スティングガールズ（2020年1月10日 - 19日、ザムザ阿佐ヶ谷） - 田中優月 役[47]
- Alexandrite Stage Produce「Three Kingdoms〜呉国編〜」（2020年7月8日 - 12日、新宿村LIVE） - 小喬 役（風谷南友とのダブルキャスト）[48][49]
- 超青春合唱コメディ「SING!」-2020-（2020年8月27日 - 30日、ヒューリックホール東京） - 山羽輪 役[50]
- ACE × 清月エンターテイメントPresents2.5次元ステージ「だめんずウォーカー2020」（2020年10月30日 - 11月1日、中目黒TRY） - 武井夏希 役[51]
- 「GIRLS Reading Aloud 2DAYS─童話シリーズ─」（2022年2月5日・6日、東京都 浅草花劇場）[52]
- 朗読劇「Every Day」（2022年9月22日 - 24日、東京都 ニッショーホール）[53]

### CM
- オートベル（2016年1月〜）

### ラジオ
- AKB48 明日までもうちょっと。（2008年5月5日 -  2012年3月26日、不定期出演、文化放送）
- AKB48 今夜は帰らない…（2009年11月23日・11月30日・2010年7月12日・7月19日、CBCラジオ）
- AKB48のオールナイトニッポン（2010年5月14日 - 2014年9月24日、不定期出演、ニッポン放送）
- AV Music Channel（2011年8月9日 - 2013年3月31日、AIR-G'） - 「はーちゃん通信」コーナーに出演。
- リッスン? 〜Live 4 Life〜（2012年3月13日・7月10日・11月13日・2013年1月22日、文化放送）
- 竹内渉と片山陽加のみゅーじっく☆ほりっく（2014年10月2日 - 2016年12月29日、アール・エフ・ラジオ日本）

### ゲーム
- 萌える麻雀 もえじゃん!（2008年、ハドソン PlayStation Portableソフト） - 鈴里杏子 役

### ネット配信
- 純情通り3丁目2525番地（2011年3月25日 - 2013年3月31日、ニコニコ動画 バンブーちゃんねる）
- 業務連絡。頼むぞ、片山座長！（2014年5月 - 12月・2015年1月 - 3月、Ameba Studio）
- 古坂大魔王のカツアゲ!（2014年10月 - 12月、Ameba Studio） - 見習いMC
- 片山陽加の「片山どっと混む」（showroom、不定期配信）
- 馬主なりたガール！（2016年6月5日 - 、月一回配信、WALLOP）
- 背神ドラマ「ネット怪談×百物語」シーズン6（2021年2月20日 - 、全10話、スタイルオフィスメディアチャンネル）[54]

### イベント
- 業務連絡。集まれ、片山ファミリー! in AKB48CAFE（2012年4月16日、AKB48 CAFE&SHOP AKIHABARA シアターエリア）
- 片山陽加LIVE「Treasure of my life〜これからもこの先も〜」（2014年11月24日、六本木サテンドール）
- 片山陽加卒業巡迴演唱會 in Taiwan（2014年12月13日、台湾・THE PARK公園展演空間）
- 片山陽加 生誕LIVE&fan meeting（2015年5月30日、BEANO銀座店 B3F）
- AJ GIRLS MUSIC FESTIVAL（2015年6月28日、台北 THE WALL公館）
- 浅草夢道中歌謡ショー（2015年8月23日、浅草六区ゆめまち劇場） - ゲスト
- シェアハウス-O・MO・TE・NA・SHI-番外編〜CinDyのお留守番♪〜（2015年11月3日、アクアスタジオ） - ゲスト
- JRA presents special トークショー「UMAJOって何!?有馬記念の魅力 徹底分析！」（2015年12月19日、TBS赤坂サカスステージ） - ゲスト
- 片山陽加単独LIVE「thank」（2015年12月30日、築地BLUE MOOD）
- Bashi's bar Vol.29（2016年2月7日、ワロップ放送局 3Fスタジオ） - ゲスト
- 片山陽加LIVE「夏だ！LIVEだ！！片山祭りだ！！！」（2016年8月27日・28日、吉祥寺STAR PINE'S CAFÉ）
- 丸山泰右一人芝居「おもちゃ泥棒とガレキ姫」（2017年12月21日・22日、西日暮里キーノートシアター） - ゲスト
- 片山陽加LIVE「念願のxmas」（2017年12月24日、ESP学園12号館 club1ne2wo）

## 書籍

### カレンダー
- 片山陽加 2012年カレンダー（2011年11月19日、ハゴロモ）
- 卓上 片山陽加 2013年カレンダー（2012年12月7日、ハゴロモ）
- 卓上 片山陽加 2014年カレンダー（2013年12月6日、ハゴロモ）